# Common People
«Common People» — песня британской рок-группы Pulp с их пятого студийного альбома Different Class. Вышла в мае 1995 года в качестве лид-сингл.
В 2014 году британский музыкальный журнал New Musical Express поместил песню «Common People» в исполнении группы Pulp на 6 место своего списка «500 величайших песен всех времён».
Также песня, в частности, вошла (опять же в оригинальном исполнении группы Pulp) в составленный журналом «Тайм» в 2011 году список All-TIME 100 Songs (100 лучших песен с момента основания журнала «Тайм»).

## Список композиций
Авторы всех песен, для которых не указано иное: Джарвис Кокер, Ник Бэнкс, Стив Мэки, Рассел Сениор и Кандида Дойл.
7" (жёлтый винил)
- Released: November 1996

1. «Common People (7» Edit)" — 4:08
2. «Underwear» — 4:05

12" (винил)
1. «Common People (Full Length Version)» — 5:51
2. «Underwear» — 4:05
3. «Common People (Motiv 8 Club Mix)» — 7:50
4. «Common People (Vocoda Mix)» — 6:18

CD-сингл 1 и кассетный сингл
1. «Common People (Full Length Version)» — 5:51
2. «Underwear» — 4:05
3. «Common People (7» Edit)" — 4:08

CD-сингл 2 (лимитированное издание)
1. «Common People (Full Length Version)» — 5:51
2. «Razzmatazz (Acoustic Version)» — 4:05
3. «Dogs Are Everywhere (Acoustic Version)» (Jarvis Cocker, Russell Senior, Candida Doyle, Magnus Doyle, Peter Mansell) — 3:05
4. «Joyriders (Acoustic Version)» — 3:31

## Чарты
| Чарт (1995—1996)                | Лучшая позиция |
| ------------------------------- | -------------- |
| Australia (ARIA)                | 65             |
| Канада (RPM Rock/Alternative)   | 20             |
| Франция (SNEP)                  | 49             |
| Германия (GfK)                  | 77             |
| Норвегия (VG-lista)             | 5              |
| Шотландия (OCC Scotland)        | 2              |
| Швеция (Sverigetopplistan)      | 4              |
| Швейцария (Schweizer Hitparade) | 42             |
| Великобритания (OCC UK Singles) | 2              |

| Чарт (1995)                          | Позиция |
| ------------------------------------ | ------- |
| UK Singles (Official Charts Company) | 36      |

## Сертификации
| Регион                                                                      | Сертификация  | Продажи   |
| --------------------------------------------------------------------------- | ------------- | --------- |
| Великобритания (BPI)                                                        | 2× Платиновый | 1 200 000 |
| Данные о продажах + прослушиваниях приведены только на основе сертификации. |               |           |